# Miranda Camera Company
Miranda Camera Company — японская компания, производитель фотоаппаратуры.

## История компании
Компания основана в 1946 или 1947 году под названием Orion Seiki Sangyō Y.K. (яп. オリオン精機産業有限会社, точные инструменты Orion). Основатели компании Акира Огихара (яп. 萩原 彰,  1920 — 1992) и Синтаро Оцука (яп. 大塚 新太郎, 1921 — 2005). Во время Второй мировой войны Огихара и Оцука учились на инженера авиации в Императорском Токийском университете. Огихара работал над созданием реактивного двигателя для флота Японии в центре исследований аэронавтики университета. Огихара разрабатывал управляемый человеком аналог германской V1. Оцука окончил университет на год позже Огихары. Оцука разрабатывал компрессор для двигателя реактивного самолёта Накадзима J8N-1 «Кикка».
После войны все военные исследования в Японии были прекращены. Огихара создал маленькую мастерскую в комнате исследовательского центра  исследований аэронавтики. Он ремонтировал фотоаппараты и переделывал их под военные объективы. Оцука разрабатывал газовые турбины, но позднее присоединился к Огихара.
Первой продукцией компании стал адаптер, позволяющий устанавливать объективы Contax или Nikon на фотоаппараты с резьбовым соединением Leica. Компания выпускала зеркальные видоискатели и меха для макросъёмки, микроскопы для компании Yashima Kōgaku, адаптеры для соединения микроскопа и фотоаппарата.
В 1954 году компания представила 35 мм однообъективный зеркальный фотоаппарат Phoenix.  Огихара и Оцука несколько лет разрабатывали зеркальный фотоаппарат. Прототип Phoenix предназначался для рекламы будущего фотоаппарата. У компании не было собственных средств на организацию производства, и Огихара вёл переговоры о предоставлении финансирования с различными дистрибьютерскими компаниями. Финансирование предоставила дистрибьютерская компания Mikami. В 1955 году название компании изменилось на Orion Camera K.K. В этом же году началось производство зеркальных камер под названием  Miranda T. Miranda T стала первой японской серийной камерой с пентапризмой.
В 1957 году наименование компании изменилось на Miranda Camera K.K. (яп. ミランダカメラ㈱). Фотоаппараты Miranda распространяла компания  Matsushima. В начале 1959 года  Matsushima была поглощена компанией  Ricoh. В середине 1959 года прекратились продажи фотоаппаратов  Miranda в Японии. Несколько лет компания работала на экспорт. В США фотоаппараты Miranda распространяла компания Allied Impex (AIC) – владелец бренда Soligor. В конце 1960-х Allied Impex получил контроль над Miranda. 
В 1963 году компания Miranda построила собственный завод по производству объективов. До этого на фотоаппараты Miranda устанавливались объективы сторонних производителей. Осенью 1964 года возобновились продажи в Японии.
В 1970 или 1971 году компания построила новый завод за пределами Токио. 
10 декабря 1976 года компания Miranda обанкротилась и прекратила производство фотоаппаратов. 
В 1980-е компания Chinon выпускала фотоаппараты под брендом Miranda.

## Продукция компании

### 35 мм однообъективные зеркальные фотоаппараты
- Miranda A, AII
- Miranda Automex I, II
- Miranda Automex III
- Miranda B, C

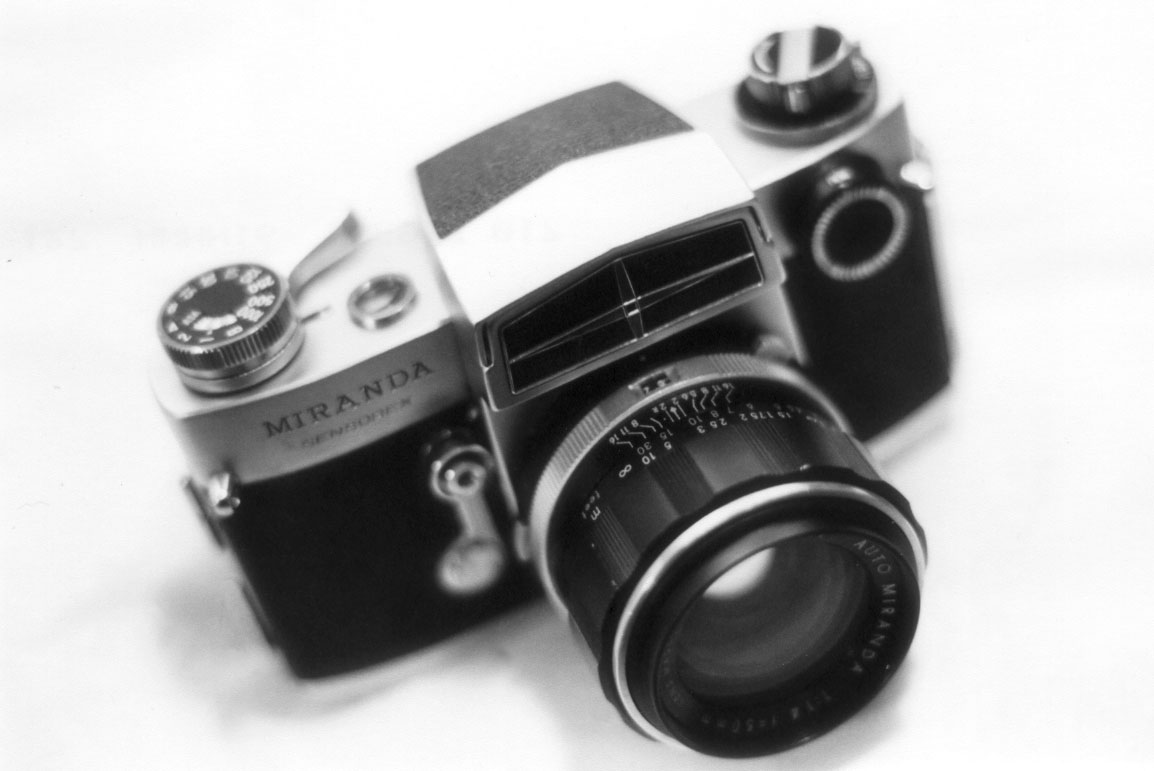
Фотоаппарат Miranda Sensorex.

- Miranda D — производилась с 1960 года. Сменный видоискатель. Выпускалась в вариантах D и DR. Через адаптеры могли устанавливаться объективы М42х1, Nikon F и Contax. Экспозиции до 1/500 сек.
- Miranda dx-3
- Miranda DR
- Miranda EE-2
- Miranda F
- Miranda FM
- Miranda Fv, FvT
- Miranda G
- Miranda GT
- Miranda Laborec
- Miranda Laborec III
- Miranda Pallas TM — версия Miranda TM
- Miranda Pallas TM-II — версия Miranda TM
- Miranda RE-II
- Miranda S
- Miranda Sensomat — производилась с 1969 года. Сернисто-кадмиевый (CdS) TTL-экспонометр.
- Miranda Sensomat RE
- Miranda Sensomat RE-II
- Miranda Sensomat RS
- Miranda Sensorex, Sensorex C — производилась с 1967 года. Самая дорогая модель в серии. Сменный видоискатель. В ранних камерах был съёмный задник с местом для мотора перемотки плёнки. Версия с мотором в производство не пошла. В 1971 году была заменена в производстве на  Sensorex II.
- Miranda Sensorex II
- Miranda Sensorex EE
- Miranda ST
- Miranda T и TII — прототип Phoenix представлен в 1954 году. Производство началось в 1955 году. Сменный видоискатель. Штатный объектив Zunow 50 мм f/1,9. Вариант TII выпускался с экспозицией до 1/1000. Продавалась с объективом Arco 50 мм f/2,4.
- Miranda TM / Soligor TM/ Pallas TM — производилась с 1969 по 1974 год. Создан на базе модели Sensomat. Резьбовое соединение объектива М42. Затвор фокальный. Экспозиции от 1 сек до 1/1000 сек.  TTL сернисто-кадмиевый (CdS) экспонометр. Сменный видоискатель.
- Mirax Laborec
- Mirax Laborec II
- Mirax Laborec III
- Mirax Laborec Electro-D

### 35 ммдальномерные фотоаппараты
- Miranda Sensoret / Soligor Sensoret — производилась с 1972 по 1975 год. Ртутный элемент питания 1,4 В. Объектив Soligor 38 мм f/2,8. Затвор Seiko ESF.

### Выпускались другими производителями

#### 35 мм однообъективные зеркальные фотоаппараты
- Miranda MS-1
- Miranda MS-2
- Miranda MS-3
- Miranda Memoflex

### 35 мм компактные
- Miranda ME-X
- Miranda A-X
- Miranda Sharp Shooter — производилась в Таиланде.

### Плёнка типа 120
Orion Six — складная камера. Выпускалась в 1950-е компанией Orion Seiki — предположительно Miranda. Размер кадра 6х6 см и 6х4,5 см. 

### Объективы Supreme
Компания выпускала объективы для фотоаппаратов и кинокамер под названием Supreme. Различные версии объективов для фотоаппаратов обозначались латинскими буквами -A, -B, -C и -D. 
У объективов для кинокамер фокусное расстояние обозначалось в дюймах. Последняя версия объективов для кинокамер называлась Cine-Noctar. 